# FC Dynamo Majachkalá
El FC Dynamo Majachkalá (en ruso: Футбольный клуб «Динамо» Махачкала) es un club de fútbol ruso de la ciudad de Majachkalá, fundado en 1946. El club disputa sus partidos como local en el estadio Dynamo y sus colores son el blanco y el azul, los habituales de la sociedad deportiva Dinamo. El club no recibió su licencia profesional en 2007 por problemas financieros tras finalizar 16º en la Primera División de Rusia, el segundo nivel en el sistema de ligas ruso. En 2011 volvió a jugar a nivel aficionado, además en su última temporada acabó segundo en la Segunda División Rusa y este año debuta en la Primera División Rusa

## Jugadores destacados
- Darko Spalević
- Mark Švets
- Shamil Burziyev †
- Trayan Dyankov